# Chelonus kughitangi
Chelonus kughitangi är en stekelart som först beskrevs av Vladimir Ivanovich Tobias 1997.  Chelonus kughitangi ingår i släktet Chelonus och familjen bracksteklar. Inga underarter finns listade i Catalogue of Life.